# Solkieniki
Solkieniki (deutsch Solknick) ist ein Dorf in der polnischen Woiwodschaft Ermland-Masuren. Es gehört zur Gmina Barciany  (Landgemeinde Barten) im Powiat Kętrzyński (Kreis Rastenburg).

## Geographische Lage
Solkieniki liegt am Flüsschen Solke (polnisch Sołka) in der nördlichen Mitte der Woiwodschaft Ermland-Masuren, elf Kilometer südwestlich der einstigen Kreisstadt Gerdauen (heute russisch Schelesnodoroschny) bzw. 24 Kilometer nordwestlich der heutigen Kreismetropole Kętrzyn (deutsch Rastenburg). Südlich des Dorfes erstreckt sich ein Gebiet, das einst Solke-Wald hieß und heute umgangssprachlich Koczta (Las Koczta) genannt wird – in Erinnerung an einen Siedler, der am Waldrand lebte.

## Geschichte
Das einstige Solknick – vor 1785 Schwelgeninken und nach 1820 Sollknick genannt – wurde vor 1472 gegründet. Es war bis 1945 ein Vorwerk und gehörte bis 1928 zu Sillginnen (polnisch Silginy) im gleichnamigen Amtsbezirk im ostpreußischen Kreis Gerdauen. Im Jahre 1905 zählte Solknick 84 Einwohner.
Am 30. September 1928 wurde Solknick in die Landgemeinde Laggarben (polnisch Garbno) im Amtsbezirk Woninkeim (polnisch Wanikajmy) umgegliedert.
Im Zweiten Weltkrieg befand sich bei Solknick ein Munitionslager. Bis heute kommen zahlreiche Interessenten hierher, um – mit oder ohne Metalldetektor – nach Resten zu suchen.
In Kriegsfolge kam 1945 das gesamte südliche Ostpreußen zu Polen und mit ihm auch Solknick. Das Dorf erhielt die polnische Namensform „Solkieniki“ und ist heute Sitz eines Schulzenamtes (polnisch Sołectwo) im Verbund der Landgemeinde Barciany (Barten) im Powiat Kętrzyński (Kreis Rastenburg), bis 1998 der Woiwodschaft Olsztyn, seither der Woiwodschaft Ermland-Masuren zugehörig.

## Kirche
Bis 1945 war Solknick in den Sprengel der Kirche Laggarben der vereinten evangelischen Kirchengemeinden Laggarben-Dietrichsdorf (polnisch Garbno-Dzietrzychowo) in der Kirchenprovinz Ostpreußen der Kirche der Altpreußischen Union sowie in die katholische Kirche St. Bruno in Insterburg (heute russisch Tschernjachowsk) im damaligen Bistum Ermland eingepfarrt.
Heute gehört Solkieniki zur katholischen Pfarrei Skandawa im jetzigen Erzbistum Ermland sowie zur evangelischen Kirchengemeinde in Barciany, einer Filialgemeinde der Johanneskirche Kętrzyn in der Diözese Masuren der Evangelisch-Augsburgischen Kirche in Polen.

## Verkehr
Solkieniki liegt an einer Nebenstraße, die Skandawa (Skandau) mit Garbno (Laggarben) verbindet. Außerdem führt ein unwegsamer Landweg von Silginy (Sillginnen) über Zielone nach Solkieniki. Eine Bahnanbindung besteht nicht.